# Jüdischer Säkularismus
Jüdischer Säkularismus ist eine Haltung, in der Juden spezielle jüdische Werte akzeptieren, das Judentum als Religion jedoch ablehnen. Die dem jüdischen Säkularismus zugeordneten Personen bezeichnen sich demnach selbst als nicht religiös, identifizieren sich aber ethnisch, ethisch, kulturell oder politisch als Juden.
Säkulare Juden verstehen sich als festen Bestandteil des jüdischen Volkes und seiner Geschichte und Kultur. Eine zentrale Idee ist die Überzeugung, dass der Mensch Einfluss auf das Weltgeschehen hat und eine gerechte Welt nach Vorstellung der Propheten nicht ohne menschliches Handeln erreicht werden könne. Das Leben drehe sich daher um menschliche Aktivität und Ideale, wobei Taten wichtiger als Worte seien.

## Entwicklung

### Ursprünge
Nach Saul L. Goodman entspringt das säkulare Judentum dem Versuch, „die vorherrschenden Ideen moderner westlicher Kultur mit dem historischen Erbe des Judentums zu vereinen“.
Bereits während der Renaissance und der Aufklärung wandten sich Juden von den religiösen Aspekten des traditionellen Judentums ab, ohne sich jedoch vollständig in andere Gesellschaften zu assimilieren oder eine andere Religion zu praktizieren. Baruch de Spinoza gilt als einer der ersten bekannten Vertreter eines jüdischen Säkularismus; später war die Haskala von großer Bedeutung für dessen Entwicklung. Es entstand die Auffassung, dass jüdische Identität nicht allein auf Religion gründe. Die Maskilim strebten eine Trennung von Religion und Staat an und eine stärkere Identifikation mit den (christlichen) Mehrheitsgesellschaften.

### Strömungen
Die säkulare Überzeugung, dass die Erfüllung jüdischer Ideale nur mit Hilfe menschlichen Handelns erreicht werden kann und nicht allein durch göttliches Eingreifen, spiegelt sich im Zionismus wider: Die jüdische Heimat muss aktiv erstritten werden, im Gegensatz zur streng orthodoxen Auffassung, dies könne allein durch die Rückkehr des Messias erreicht werden.
Die durch die Säkularisierung aufgeworfene Frage, was außer oder anstelle der Religion das verbindende Element des jüdischen Volkes in der Diaspora sei, beantwortete der Zionismus mit der Idee einer jüdischen Nation.
Eine andere Strömung war die des Nationalismus in der Diaspora (vgl. Jüdischer Autonomismus), wie sie vom Allgemeinen jüdischen Arbeiterbund vertreten wurde. Das Leben der jüdischen Arbeiterklasse sollte um die jüdische Kultur organisiert werden.
In den USA tendierten die jüdischen Gemeinden dagegen (aus verschiedenen Gründen) meist zur kulturellen Assimilation. Dies änderte sich durch massive jüdische Einwanderung Anfang des 20. Jahrhunderts, durch die das Jiddische als Identifikationselement einen Aufschwung erlebte, und sich zahlreiche politische, kulturelle und soziale jüdische Organisationen bildeten.

## Wichtige Vertreter
- Politiker: Achad Ha'am, Simon Dubnow, Chaim Schitlowsky
- Literatur: Micha Josef Berdyczewski, Chaim Nachman Bialik, Josef Chaim Brenner